# Nosa Igiebor
Emmanuel Nosakhare Igiebor, detto Nosa (Abuja, 9 novembre 1990), è un ex calciatore nigeriano, di ruolo centrocampista.

## Carriera

### Club
Igiebor iniziò a giocare a calcio nelle giovanili degli Sharks, club nigeriano. Vi rimase dal 1999 al 2005, anno in cui fu promosso in prima squadra. Dopo aver collezionato 7 reti in 49 presenze, si trasferì ai Warri Wolves: qui rimase per due anni, nei quali venne schierato in campo in 63 incontri, coronati da 16 gol.
A gennaio 2009 firmò un contratto che lo legò ai norvegesi del Lillestrøm. Debuttò per la nuova squadra il 18 aprile dello stesso anno, quando sostituì Espen Søgård nel pareggio per 1-1 in casa del Tromsø. Il 10 maggio siglò una doppietta ai danni dell'Østsiden nell'edizione stagionale della Coppa di Norvegia, contribuendo al successo del Lillestrøm per 3-2. Il 21 maggio arrivò la prima rete nella Tippeligaen, quando realizzò la rete del momentaneo 1-1 ai danni dello Strømsgodset (il Lillestrøm si aggiudicò poi l'incontro per 2-1).
L'8 agosto 2011 fu reso noto il suo trasferimento, a titolo definitivo, agli israeliani dello Hapoel Tel Aviv.
Il 25 agosto 2012 viene ceduto al Betis Siviglia

## Palmarès

### Club

#### Competizioni nazionali
- Campionato israeliano: 1

Maccabi Tel Aviv: 2014-2015
- Coppa d'Israele: 2

Hapoel Tel Aviv: 2011-2012
Maccabi Tel Aviv: 2014-2015
- Coppa Toto: 1

Maccabi Tel Aviv: 2014-2015

### Nazionale
- Coppa d'Africa: 1

Sudafrica 2013